# Myoictis wavicus
Myoictis wavicus är ett däggdjur i familjen rovpungdjur som hittills är känd från en liten region på östra Nya Guinea. Den räknades först som underart till Myoictis melas med listas nu som självständig art.
Individer hittades i bergstrakter som är 950 till 1 800 meter höga. Regionen är täckt av tropisk regnskog.
Myoictis wavicus är troligen aktiv på natten och vistas främst på marken.
Arten är med en kroppslängd (huvud och bål) av 16,5 till 17,5 cm, en lite kortare svans och en vikt av 110 till 134 g betydlig mindre än andra släktmedlemmar. Djuret har 3,3 till 3,6 cm långa bakfötter och en svans som är täckt av korta hår. På ovansidan förekommer gråbrun päls som blir ljusare mellan de tre längsgående svarta strimmorna som är typiska för hela släktet. Antalet spenar hos honor är fyra.